# Moto Guzzi V7-serie
De Moto Guzzi V7 was een motorfiets van het Italiaanse merk Moto Guzzi die aan het einde van de jaren zestig op de markt kwam, maar die model stond voor de meeste latere modellen tot in de 21e eeuw.

## Voorgeschiedenis
In 1957 besloot Moto Guzzi te stoppen met de deelname aan het wereldkampioenschap wegrace. Het bedrijf had echter intussen een uitgebreid team van ontwikkelingsingenieurs die zeer hoogwaardige racemotoren hadden ontwikkeld, zoals de viercilinder Quattro Cilindri uit 1952 en de achtcilinder Otto Cilindri uit 1954. Na 1958 was er voor dit ontwikkelingsteam, dat onder leiding stond van Giulio Cesare Carcano, niet veel werk meer. Carcano ontwikkelde voor het bedrijf nog de eenvoudige Moto Guzzi Stornello. Op eigen initiatief maakte hij daarnaast een V-twin, waar de directie van Moto Guzzi geen brood in zag. Men onderzocht wel of de motor geschikt zou zijn voor gebruik in de Fiat 500. Daarvoor maakte Carcano een 500- en een 650 cc versie, voorzien van geforceerde luchtkoeling. Met de 34 pk sterke 650 zou de kleine Fiat gemakkelijk 140 km per uur kunnen halen. Er werden uitgebreide tests gedaan, maar uiteindelijk trok Fiat zich uit het project terug, waardoor de V-twin in het magazijn verdween. In de jaren zestig werd de ontwikkeling weer opgepakt om een nieuwe politiemotor te ontwikkelen, maar toen men merkte dat het Amerikaanse publiek steeds meer interesse kreeg in zware Europese motorfietsen, besloot men ook een burgerversie te bouwen, de Moto Guzzi V7. De ontwikkeling begon in 1964 en de eerste proeven werden gedaan door testrijders van Moto Guzzi en de Polizia Stradale. Eind 1965 werd de V7 aan het publiek getoond, maar tot productie zou het voorlopig niet komen. Moto Guzzi werd in februari 1966 onder curatele gesteld waardoor het onder leiding kwam van Arnaldo Marcantonio, de beheerder namens de banken en een groot vastgoedbedrijf: IMI (Instituto Mobiliare Italiano). Hij sneed drastisch in de bedrijfsleiding, waardoor onder anderen de ingenieurs Giulio Cesare Carcano en Enrico Cantoni moesten vertrekken. In februari 1967 werd Moto Guzzi overgenomen door een holding, SEIMM (Società Esercizio Idustrie Moto Meccaniche). Daardoor keerde de rust weer enigszins terug en kon er ook weer gewerkt worden aan de doorontwikkeling van de V7.

## Prototype
Het prototype werd al in 1965 getest door de Italiaanse motorjournalist Carlo Perelli. Er waren toen nog een aantal technische zaken die bij het productiemodel anders zouden zijn. Het vermogen werd toen nog opgegeven als 44 pk bij 6.200 tpm, de compressieverhouding als 9,2:1 en er was nog een enkelvoudige droge plaatkoppeling toegepast. Eind 1966 testte Ernst Leverkus een Moto Guzzi V7 "Sport", die 43-45 pk leverde. Hij maakte in de beschrijving duidelijk onderscheid tussen het "standaard" en het "sport" type, maar het door hem geteste 703 cc sportmodel dat uiterlijk identiek was aan de eerste prototypen is nooit in productie genomen.

## V7 Militare
De V7 werd in 1967 eerst uitgeleverd aan de politie, maar ook geëxporteerd naar de Verenigde Staten. Ook daar waren politiekorpsen geïnteresseerd in de zware machine die met zijn 35 pk en een topsnelheid van ca. 150 km per uur de moderne auto's makkelijker kon bijhouden dan een Harley-Davidson Electra Glide of een Moto Guzzi Falcone. De Militare leverde iets minder vermogen dan de burgeruitvoering, omdat de compressieverhouding lager was. Dat had te maken met de mogelijkheid dat militaire motorrijders maar ook politiekorpsen in bepaalde landen niet altijd konden rekenen op benzine met voldoende klopvastheid. Hij werd zonder toerruit geleverd aan de "Corazzieri" (presidentiële garde), de Carabinieri (militaire politie) en de Polizia Stradale (verkeerspolitie). De Turkse politie schafte de V7 met zijspan aan. Toen de 844cc-motoren verschenen werd de V7 850 GT aangepast voor politietaken. Er werd een speciale versie met treeplanken en een aangepaste toerruit voor de politie van Californië gebouwd.

## V7
Toen de machine in 1967 in Italië en de rest van Europa beschikbaar kwam, was het gewicht (door het verwijderen van de speciale onderdelen voor de politie) gedaald tot 230 kg en de topsnelheid was 164 km per uur. De eerste versie werd geleverd in rood en wit met verchroomde flanken op de benzinetank. Hij kostte in 1967 725.000 Italiaanse lire.

### Motor
De motor was een langsgeplaatste, rijwindgekoelde 90° V-twin van 703 cc. Zowel de cilinders als de cilinderkoppen waren van aluminium, maar de cilinderbussen waren verchroomd. De kleppen stonden onder een hoek om zo een bolvormige verbrandingskamer te verkrijgen. Ze werden bediend door stoterstangen en tuimelaars vanaf een nokkenas die boven de krukas lag. De 29 mm carburateurs kwamen van Dell'Orto. De gelijkstroomdynamo en de onderbrekers zaten in de "V" en werden aangedreven door een v-snaar. De startmotor zat aan de linkerkant naast de versnellingsbak. De krukas draaide in glijlagers.

### Aandrijflijn
De krukas dreef rechtstreeks via het vliegwiel de koppeling aan. Dit was een droge plaatkoppeling met twee platen. Er waren vier versnellingen aan boord en de secundaire aandrijving verliep via een cardanas.

### Rijwielgedeelte
De V7 kreeg een uit buizen opgetrokken dubbel wiegframe, een telescoopvork vóór en een swingarm met hydraulische veer/demperelementen aan de achterkant. De voorrem was een duplexrem, achter was een simplexrem toegepast. De remmen werden bediend door bowdenkabels.

## V7 recordmachine
Na het ontslag van Carcano werd de verdere ontwikkeling van de V7 in de handen van Lino Tonti gelegd. Die had zijn sporen al verdiend in dienst van Aermacchi, Bianchi en Gilera en daarnaast zijn eigen racemotoren gebouwd onder de namen Paton en Linto. Hij ging meteen aan de slag met het vergroten van de motor tot ongeveer 750 cc. In 1969 bouwde hij een speciale machine waarmee een aantal snelheidsrecords werden gezet. Deze recordmachine werd ingezet in de klasse tot 750 cc en de klasse tot 1.000 cc. Daarom was hij er in twee cilinderinhouden: 739,3 cc en 757,5 cc, maar in beide gevallen bedroeg het vermogen ongeveer 68 pk. De machine werd voorzien van een glasvezel dolfijnkuip. De records werden gezet door Bertorelli, Vittorio Brambilla, Mandracci, Alberto Pagani, Patrignani, Tenconi, Trabalzini en Remo Venturi. De belangrijkste resultaten werden bereikt op Monza: de 100 km met een gemiddelde van 218,426 km/h, het uur met een gemiddelde van 217,040 km/h en de 1.000 km met een gemiddelde van 205,932 km/h.

## V7 Ambassador en V7 Special
De V7 Ambassador werd op verzoek van de Amerikaanse importeur Berliner Motor Co. speciaal voor de Amerikaanse markt gebouwd met de 757 cc motor. De productie liep van 1969 tot 1970 en er waren enkele versies met kleine verschillen: sommige hadden zijdeksels die ook het luchtfilterhuis omvatten, andere niet. Bovendien waren verschillende kleuren leverbaar. De motor leverde ongeveer 45 pk. De Ambassador had een groot "Amerikaans" rempedaal aan de rechterkant. De V7 Special was bestemd voor de Europese markt. Hij kreeg de wit/zwart/rode kleurstelling die vanaf 1970 op de meeste modellen van Moto Guzzi werd overgenomen. Ook deze machine kreeg de 757 cc motor en werd een echte verkoophit. Bij beide modellen had Tonti de versnellingsbak verbeterd. Het frame was vooral rond het balhoofd verstevigd om zijspangebruik mogelijk te maken. In 2012 werd de V7 Classic-serie uitgebreid met een retro bike die ook de naam V7 Special kreeg.

## V7 Sport
De V7 Sport was het eerste "echte" geesteskind van Lino Tonti. Zowel de motor, de aandrijflijn als het rijwielgedeelte weken af van de oorspronkelijke V7-modellen. Tonti had duidelijk gebruikgemaakt van zijn ervaringen met racemotoren. Het carter was verstevigd met grote ribben aan de zijkanten. De dynamo was vervangen door een wisselstroomexemplaar die niet meer boven op de motor lag, maar op de voorkant van de krukas, zoals dat ook bij BMW gebruikelijk was. In de "V" tussen de cilinders zat nu de stroomverdeler en de carterventilatie, waarop nu ook de cilinderkoppen aangesloten waren. De concurrentie uit Japan was intussen goed merkbaar, maar juist de frames uit dat land hadden geen goede naam, terwijl de Italianenen juist uitstekende, strak sturende frames bouwden. Tonti ontwikkelde voor de V7 Sport dan ook een nieuw frame, dat als een handschoen rond het motorblok paste, zo nauwkeurig dat de onderste linker framebuis gedemonteerd moest worden om het blok uit te bouwen. Het nieuwe dubbele wiegframe kreeg een driehoeksconstructie onder het zadel, waardoor het bijzonder stug werd. De eerlijkheid gebiedt te zeggen dat een dergelijke constructie al eerder was toegepast door Arturo Magni bij de MV Agusta racemotoren waarmee Giacomo Agostini in wereldtitels grossierde. Er werd een nieuwe telescoopvork gemonteerd en de schokdempers aan de achterkant kregen buitenliggende schroefveren die verstelbaar waren. De machine kreeg ook een instelbare stuurdemper en een soort clip-onstuur, waarbij beide stuurhelften zowel in hoogte als afstand verstelbaar waren. Ook de remmen werden door Tonti aangepakt: aan de voorkant kwam een trommelrem met vier oplopende remschoenen, terwijl achter een duplexrem werd toegepast. Een "four leading shoe" rem had de naam nogal bijterig te zijn, maar Tonti slaagde erin zijn rem uitstekend doseerbaar te maken. De introductie van de V7 Sport werd uitgesteld tot zeker was dat de magische 200 km per uur grens doorbroken kon worden. De banden werden speciaal door Michelin ontwikkeld en getest tijdens de Bol d'Or van 1971. De eerste versie uit 1971 was lichtgroen met een rood frame, het model van 1972 en 1973 had een zwart frame.

## V850 California
In 1971 verscheen de V850 California. Deze machine was duidelijk voor de Amerikaanse markt bestemd en had veel kenmerken die regelrecht van Harley-Davidson waren overgenomen. Dat kwam ook omdat opnieuw de Berliner Motor Co. een vinger in de pap had; die had specifiek gevraagd om een "Harley-Davidson-style" motorfiets. De "California" kreeg een grote toerruit, treeplanken en een kofferset, maar de koffers waren bij de eerste versies zelfs uitgevoerd als slant bags, die weliswaar niet erg praktisch waren, maar wél leken op die van Harley. Enkele California's werden nog afgeleverd met het 757 cc blok van de V7 Special, maar uiteindelijk werd ook de slag vergroot en kwam de cilinderinhoud op 844 cc. In Europa werd de machine aanvankelijk aangeduid als V850 GT de Luxe, maar onder die naam is hij waarschijnlijk nooit verkocht. In 1973 werd de California uitgerust met schijfremmen aan de voorkant.

## V850 GT
In 1972 werd de V7 Special afgelost door de V850 GT. Deze machine had uiteraard de 844 cc motor, die door zijn langere slag en daarmee het grotere koppel zeer geschikt was als zijspantrekker. Samen met de 844 cc motor kwam ook de vijfversnellingsbak.

## V850 Eldorado
De V850 Eldorado was de logische opvolger van de Ambassador. De Eldorado kreeg de 844 cc motor, maar ook de nieuwe schijfrem in het voorwiel, die de California pas in 1973 zou krijgen. De Eldorado werd geproduceerd van 1972 tot 1974.
 

## Technische gegevens
| Periode                | 1967-1969                              | 1967-1969                              | 1969                                   | 1969-1970                              | 1969-1971                              | 1971-1973                                | 1971-1974                                                    | 1972-1974                              | 1972-1974                              |                     |                     |
| Categorie              | Politiemotor                           | Toermotor                              | Recordmachine                          | Toermotor                              | Toermotor                              | Sportmotor                               | Toermotor                                                    | Toermotor                              | Toermotor                              |                     |                     |
| Motortype              | Kopklepmotor                           | Kopklepmotor                           | Kopklepmotor                           | Kopklepmotor                           | Kopklepmotor                           | Kopklepmotor                             | Kopklepmotor                                                 | Kopklepmotor                           | Kopklepmotor                           |                     |                     |
| Bouwwijze              | Langsgeplaatste 90° V-twin             | Langsgeplaatste 90° V-twin             | Langsgeplaatste 90° V-twin             | Langsgeplaatste 90° V-twin             | Langsgeplaatste 90° V-twin             | Langsgeplaatste 90° V-twin               | Langsgeplaatste 90° V-twin                                   | Langsgeplaatste 90° V-twin             | Langsgeplaatste 90° V-twin             |                     |                     |
| Cilinder               | Aluminium                              | Aluminium                              | Aluminium                              | Aluminium                              | Aluminium                              | Aluminium                                | Aluminium                                                    | Aluminium                              | Aluminium                              |                     |                     |
| Cilinderkop            | Aluminium                              | Aluminium                              | Aluminium                              | Aluminium                              | Aluminium                              | Aluminium                                | Aluminium                                                    | Aluminium                              | Aluminium                              |                     |                     |
| Klepopstelling         | 4 Kopkleppen                           | 4 Kopkleppen                           | 4 Kopkleppen                           | 4 Kopkleppen                           | 4 Kopkleppen                           | 4 Kopkleppen                             | 4 Kopkleppen                                                 | 4 Kopkleppen                           | 4 Kopkleppen                           |                     |                     |
| Klepbediening          | Stoterstangen en tuimelaars            | Stoterstangen en tuimelaars            | Stoterstangen en tuimelaars            | Stoterstangen en tuimelaars            | Stoterstangen en tuimelaars            | Stoterstangen en tuimelaars              | Stoterstangen en tuimelaars                                  | Stoterstangen en tuimelaars            | Stoterstangen en tuimelaars            |                     |                     |
| Carburateur            | Dell'Orto VHB 29 CD en CS              | Dell'Orto SS I 29 DS en D              | Dell'Orto SSI                          | Dell'Orto VHB 29 CD en CS              | Dell'Orto VHB 29 CD en CS              | Dell'Orto VHB 30 CD en CS                | Dell'Orto VHB 29 CD en CS                                    | Dell'Orto VHB 29 CD en CS              | Dell'Orto VHB 29 CD en CS              |                     |                     |
| Ontsteking             | Bobine                                 | Bobine                                 | Bobine                                 | Bobine                                 | Bobine                                 | Dubbele bobine                           | Bobine                                                       | Bobine                                 | Bobine                                 |                     |                     |
| boring                 | 80 mm                                  | 80 mm                                  | 82 mm en 83 mm                         | 83 mm                                  | 83 mm                                  | 82,5 mm                                  | 83 mm                                                        | 83 mm                                  | 83 mm                                  |                     |                     |
| slag                   | 70 mm                                  | 70 mm                                  | 70 mm                                  | 70 mm                                  | 70 mm                                  | 70 mm                                    | 70 mm, later 78 mm                                           | 78 mm                                  | 78 mm                                  |                     |                     |
| Cilinderinhoud         | 703,7 cc                               | 703,7 cc                               | 739,3 cc en 757,5 cc                   | 757,5 cc                               | 757,5 cc                               | 748,4 cc                                 | 757,5 cc, later 844,1 cc                                     | 844,1 cc                               | 844,1 cc                               |                     |                     |
| Smeersysteem           | Wet-sump                               | Wet-sump                               | Wet-sump                               | Wet-sump                               | Wet-sump                               | Wet-sump                                 | Wet-sump                                                     | Wet-sump                               | Wet-sump                               |                     |                     |
| Compressieverhouding   | 7,2:1                                  | 9:1                                    | 9,6:1                                  | 9:1                                    | 9:1                                    | 9,8:1                                    | 9,2:1                                                        | 9,2:1                                  | 9,2:1                                  |                     |                     |
| Max. Vermogen          | 35 pk bij 5.000 tpm                    | 43 pk bij 6.000 tpm                    | 68 pk bij 6.500 tpm                    | 45 pk bij 6.200 tpm                    | 45 pk bij 6.200 tpm                    | 52 pk bij 6.300 tpm                      | 51 pk bij 6.000 tpm                                          | 51 pk bij 6.000 tpm                    | 64 pk bij 6.500 tpm                    | 64 pk bij 6.500 tpm | 64 pk bij 6.500 tpm |
| Topsnelheid            | 150 km/h                               | 164 km/h                               | Variërend                              | ca. 170 km/h                           | ca. 170 km/h                           | ca. 200 km/h                             | ca. 180 km/h                                                 | ca. 180 km/h                           | ca. 180 km/h                           |                     |                     |
| Primaire aandrijving   | Rechtstreeks                           | Rechtstreeks                           | Rechtstreeks                           | Rechtstreeks                           | Rechtstreeks                           | Rechtstreeks                             | Rechtstreeks                                                 | Rechtstreeks                           | Rechtstreeks                           |                     |                     |
| Koppeling              | Meervoudige droge platenkoppeling      | Meervoudige droge platenkoppeling      | Meervoudige droge platenkoppeling      | Meervoudige droge platenkoppeling      | Meervoudige droge platenkoppeling      | Meervoudige droge platenkoppeling        | Meervoudige droge platenkoppeling                            | Meervoudige droge platenkoppeling      | Meervoudige droge platenkoppeling      |                     |                     |
| Versnellingen          | 4 Voetgeschakeld                       | 4 Voetgeschakeld                       | 4 Voetgeschakeld                       | 4 Voetgeschakeld                       | 4 Voetgeschakeld                       | 5 Voetgeschakeld                         | 4 Voetgeschakeld, later 5 voetgeschakeld                     | 5 Voetgeschakeld                       | 5 Voetgeschakeld                       |                     |                     |
| Secundaire aandrijving | Cardan                                 | Cardan                                 | Cardan                                 | Cardan                                 | Cardan                                 | Cardan                                   | Cardan                                                       | Cardan                                 | Cardan                                 |                     |                     |
| frame                  | Dubbel wiegframe                       | Dubbel wiegframe                       | Dubbel wiegframe                       | Dubbel wiegframe                       | Dubbel wiegframe                       | Dubbel wiegframe                         | Dubbel wiegframe                                             | Dubbel wiegframe                       | Dubbel wiegframe                       |                     |                     |
| Wielbasis              | 1.445 mm                               | 1.445 mm                               | Onbekend                               | 1.470 mm                               | 1.470 mm                               | 1.470 mm                                 | 1.470 mm                                                     | 1.470 mm                               | 1.470 mm                               |                     |                     |
| Vering vóór            | Telescoopvork                          | Telescoopvork                          | Telescoopvork                          | Telescoopvork                          | Telescoopvork                          | Telescoopvork                            | Telescoopvork                                                | Telescoopvork                          | Telescoopvork                          |                     |                     |
| Vering achter          | Swingarm met hydraulische schokdempers | Swingarm met hydraulische schokdempers | Swingarm met hydraulische schokdempers | Swingarm met hydraulische schokdempers | Swingarm met hydraulische schokdempers | Swingarm met hydraulische schokdempers   | Swingarm met hydraulische schokdempers                       | Swingarm met hydraulische schokdempers | Swingarm met hydraulische schokdempers |                     |                     |
| Wielen                 | 18" × 3,00                             | 18" × 3,00                             | Onbekend                               | Onbekend                               | Onbekend                               | Vóór 18" × 2/1,85, achter 18" × 3/2,15   | 18" × 3/2,15                                                 | 18" × 3/2,15                           | 18" × 3/2,15                           |                     |                     |
| Banden                 | 18" × 4,00                             | 18" × 4,00                             | Onbekend                               | 18" × 4,00                             | 18" × 4,00                             | Vóór 18" × 3,25, achter 18" × 3,50       | 18" × 4,00                                                   | 18" × 4,00                             | 18" × 4,00                             |                     |                     |
| Rem(men)               | Simplexrem achter, duplexrem vóór      | Simplexrem achter, duplexrem vóór      | Simplexrem achter, duplexrem vóór      | Simplexrem achter, duplexrem vóór      | Simplexrem achter, duplexrem vóór      | Duplexrem achter, dubbele duplexrem vóór | Duplexrem vóór, simplexrem achter vanaf 1973: Schijfrem vóór | Duplexrem vóór, simplexrem achter      | Schijfrem vóór, simplexrem achter      |                     |                     |
| Gewicht                | 250 kg                                 | 230 kg                                 | 158 kg                                 | 228 kg                                 | 228 kg                                 | 206 kg                                   | 250 kg                                                       | 253 kg                                 | 250 kg                                 |                     |                     |
| Tankinhoud             | 20 Liter                               | 20 Liter                               | 29 Liter                               | 23 Liter                               | 23 Liter                               | 22.5 Liter                               | 23 Liter                                                     | 22,5 Liter                             | 22,5 Liter                             |                     |                     |
| Voorganger             | Falcone Militare                       | Geen                                   | Geen                                   | V7                                     | V7                                     | Geen                                     | Geen                                                         | V7 Special                             | V7 Ambassador                          |                     |                     |
| Opvolger               | Diverse                                | V7 Special                             | Geen                                   | V7 850 Eldorado                        | V7 850 GT                              | 750 S                                    | 850 T3 California                                            | 850 T                                  | Geen                                   |                     |                     |